# Уайз, Бернхард
Бернхард Рингроуз Уайз (англ. Bernhard Ringrose Wise, 10 февраля 1858, Питершам, Сидней, Новый Южный Уэльс, Британская империя — 19 сентября 1917, Лондон, Мидлсекс, Англия, Британская империя) — австралийский политик, трижды член парламента Нового Южного Уэльса, генеральный агент штата в Лондоне. Федералист, сторонник и активный участник федерализации Австралии. Королевский адвокат.

## Ранние годы
Бернхард Рингроуз Уайз родился 10 февраля 1858 года в пригороде Сиднея Питершам, в колонии Британской империи Новый Южный Уэльс. Он был сыном приехавших из Англии Эдварда Уайза (1818—1865), судьи верховного суда Нового Южного Уэльса и его жены Марии Бейт, урождённой Смит. Был вторым ребёнком в семье. Его отец умер рано, когда сыну было лишь семь лет, от размягчения мозга и инсульта. После этого они с матерью (которой была предоставлена пенсия в 200 фунтов стерлингов) вернулись в Англию. Бернхард с братьями ходили в гимназию в английском городе Лидсе. Бедность семьи вынуждала их ходить в домашней одежде, из-за чего они подвергались насмешкам и издевательствам со стороны сверстников.
Бернхард с братьями хотели посещать Rugby School, как и их отец. Чтобы оплатить обучение, их мать устроилась на работу в городе Рагби. Бернхард смог преуспеть там в учёбе, а также в дебатах и атлетике. В 1876 году он решил пойти по стопам отца и поступил в Куинз-колледж при Оксфордском университете со стоимостью обучения в 90 фунтов стерлингов в год. 5 лет спустя ему удалось с отличием закончить юридический факультет. В это же время Уайз участвовал в университетских и общебританских чемпионатах. Он стал радикальным сторонником так называемого гладстонского либерализма, а в 1881 году был президентом дискуссионного общества Оксфордского университета. Здесь же он выиграл премию имени крупного либертарианского деятеля Ричарда Кобдена. В 1879-81 годах Уайз был чемпионом империи по лёгкой атлетике в любительском классе. Помимо этого он был одним из основателей и первым президентом любительской атлетической ассоциации в Англии. В 1883 году он стал членом адвокатского общества «Middle Temple».
В те годы Бернхард также был близок к общественному реформатору и экономисту Арнольду Тойнби, с которым тесно сотрудничал. Он подражал ему и позже в очень многом, в том числе в отношении к экономическим и промышленным вопросам. Его невестой была Лилиан Маргарет Бёрд, тесно связанная с людьми, что занимали высокие должности в журналистских, университетских и театральных кругах. Когда Уайз решил вернуться на родину в Сидней, она последовала за ним. В их семье позже родился сын.

## Политическая деятельность в Австралии

### Первые годы
Прибыв в Австралию, в Мельбурне Бернхард женился на своей невесте в англиканском Соборе святого Павла, церемонию вёл архиепископ сиднейский и Англиканский архиепископ Австралийский Альфред Бэрри. На свадьбе под куполами настояла жена, сам Уайз был агностиком. Финансовая обеспеченность его была невысока. Даже на свадьбу приходилось занимать деньги. Но он страстно желал стать членом парламента Нового Южного Уэльса.
В парламент Бернхарда привлёк сэр Генри Паркс, отец основатель Австралийской государственности. Уайз стал членом его партии свободной торговли. Паркс выдвинул его от Южно Сиднейского избирательного округа, чем очень удивил однопартийцев. Ещё больше их удивили личностные качества Уайза. Он был стильно одет, начитан и говорил с оксфордским акцентом. Благодаря этому он стал новым, совершенно поразительным феноменом в колониальной политике. Уайз был активным сторонником реформы системы налогообложения и восьмичасового рабочего дня. Изначально Бернхард был ярым антифедералистом, но позже стал одним из самых активных её сторонников.
Тем не менее Уайз не гнушался и тем, чтобы походить по тёмным балконам ирландских пабов в пригородах Сиднея Сурри-Хиллз и Хэймаркет (последний носит неофициальный статус «сиднейского Чайнатауна»), где общался по ночам со своими соперниками Албаном Райли, мэром Сиднея, и Джеймсом Тухи. Он пользовался высокой поддержкой ирландцев. В 1887 году Уайз стал членом парламента, будучи избранным от округа вместе с ещё тремя кандидатами.

### До смерти Паркса
В январе 1887 года Паркс назначил Бернхарда генеральным прокурором колонии, однако в феврале следующего года Уайз ушёл в отставку. На следующих выборах в 1889 году он потерпел поражение и временно покинул парламент. Пользуясь примером Тойнби-старшего, Уайз всё же продолжил свою политическую карьеру, публикуя памфлеты и регулярно выступая на публичных мероприятиях, а также занимаясь написанием статей в австралийских политических журналах. Тогда же он стал президентом Ассоциации свободной торговли. В этом качестве Бернхард взял на себя ведущую роль в политике социальных реформ. Данная политика вышла за узкие рамки фискального вопроса, привязанности к индивидуализму, традиционной для либералов и доктрины laissez-faire.
В 1884 году Бернхард опубликовал доктрину «Free Trade and Wages». Позднее он приводил её в качестве показателя того, насколько рано он сформировал те свои принципы, которые всегда старался притворить в жизнь. Эти идеи получили развитие в книге «Industrial Freedom» 1892 года. Она была опубликована лондонским кобденским клубом. Именно идеи из этой книги стали «идеологическим стержнем» политической карьеры Уайза.
В 1890 году по всей Австралии случился так называемый морской спор, который был связан со сложностью выплат пособий и заработных плат рабочим морских портов в шести колониях. На фоне этого возникла существенная промышленная и классовая напряжённость. В этом споре Уайз стоял публично против принципа свободы контрактов, находясь на стороне сторонников свободной торговли. Он утверждал, что добиться свободы без достижения равенства в принципе не возможно, а равенство отрицается самой концепцией свободы контрактов.
Бернхард был совершенно не готов к тому «шторму», что на него обрушился. Позже он вспоминал этот диспут как поворотный момент своей карьеры. Тогда в Новом Южном Уэльсе лишь зарождалось рабочее движение. Многим, даже его сторонникам было трудно определить, что является его взглядами, а что — лишь «побочный продукт» его образования. Тем не менее, ему удалось вернуться в парламент в 1891 году, избравшись на второй срок.
На момент второго избрания Бернхарда в колониях активно шёл процесс федерализации, и он был одним из её участников. За год до избрания он предложил членам парламента учредить специальный журнал, в котором будут обсуждаться проблемы объединения. Это предложение было принято, и к моменту избрания Бернхарда в парламент был создан способный редакционный комитет. В феврале 1891 года подряд вышли два первых номера издания, что получило название Australian Federalist. В ноябре того же года Генри Паркс подал в отставку. Тогда на пост премьер-министра колонии рассматривались различные кандидатуры, и Бернхард был среди фаворитов. Однако он выбыл из гонки по собственному желанию, уступив пост Джорджу Диббсу, а после и вовсе покинул парламент.
В следующий раз Бернхард был избран на выборах 1894 года. Этот его срок продлился меньше года, поскольку Уайз потерпел поражение на следующих же выборах, состоявшихся в 1895 году.
В течение первых семи лет в парламенте Уайз был в авангарде сопротивления протекционистам. Его работа состояла в том, чтобы со знанием аргументов противника умело их опровергать, защищая интересы свободной торговли.

### После смерти Паркса
Паркс умер в 1896 году. Тогда в его партии произошли кардинальные изменения, поскольку принципы свободной торговли стали ставится выше принципов федерализма и борьбы за объединение Австралии. Бернхард же продолжал бороться в первую очередь за единую страну и был готов пожертвовать ради этого очень многим. Он вступил в открытую конфронтацию с членами партии и покинул её. На конституционном съезде 1897 года Уайз представлял колонию, был избран членом судебного комитета и, как позже он сам выразился, «предпочёл глобализм местной политике».
В 1898 году Уайз был избран в парламент от национальной федеральной партии. В том же году он получил титул королевского адвоката. Однако в следующем году вступил в протекционистскую партию Бартона, с которой ранее враждовал. В её составе он одержал победу на очередных выборах в 1899.

## Оценки
Во время обучения Уайза в Оксфорде Сидни Лоу, известный британский журналист и историк, называл его человеком «в некотором смысле самым одарённым и блестящим», с личностным обаянием, которое крайне непросто превзойти.
Райан Джей в 12 томе австралийского биографического словаря назвал его страстным, уверенным в себе и доверчивым человеком, из тех, что смотрят на жизнь совершенно другими глазами, не так, как все. В статье в журнале австралийского королевского исторического общества он же называет его человеком, который полностью соответствовал своей фамилии.
Трижды премьер-министр Австралии Альфред Дикин называл Уайза блестящим адвокатом, а также лучшим контрастом для четвёртого премьер-министра Рида: «больший англичанин, чем многие выпускники Оксфорда», «человек высокой культуры», «аристократ не по происхождению, но по манерам», «убеждённый демократ». Он же писал, что Уайз был единственным, кто смог произвести неизгладимое впечатление на конвенцию по вопросам федерализации. Произнесённую им речь он назвал затмившей выступления всех прочих ораторов и, возможно, «наиболее витиеватой и исчерпывающей во всей конвенции».
Известный британский политик Чарльз-Вентворт Дильк писал о Уайзе как о человеке из будущего — известном своими зажигательными речами и большим умом выпускнике Оксфорда.

### Комментарии
1. ↑  с англ. — «Средний храм»
2. ↑  Принцип, согласно которому работодатель может заключать прямые договоры с сотрудниками без влияния государства. Отрицает такие ключевые принципы госвмешательства как налоги, минимальная заработная плата и пенсионное страхование, близок к анархо-капитализму[17].
3. ↑  Уайз (англ. Wise) с английского переводится как «разумный», «мудрый»[27].

## Первоисточники
- Wise B. R. Industrial Freedom: A Study in Politics (англ.) / Cobden Club[англ.]. — London: Cassell, limited, 1892. — 372 p. — (Copley Square series).